# Grupa Azoty
Grupa Azoty SA – polskie przedsiębiorstwo z branży chemicznej, z siedzibą w Mościcach, dzielnicy Tarnowa, największy koncern chemiczny w Polsce.
Przy zużyciu 2,3 mld m³ (15% rocznego krajowego zużycia za 2021) grupa jest największym konsumentem gazu ziemnego w Polsce.

## Struktura organizacyjna
Transformacja systemowa od 1989 roku spowodowała ciąg działań zarządów Zakładów Azotowych w Tarnowie-Mościcach, restrukturyzujących przedsiębiorstwo, a później powiększających własną grupę kapitałową, co w rezultacie doprowadziło do powstania Grupy Azoty SA, w skład której wchodzą między innymi:
- Grupa Azoty Zakłady Azotowe „Puławy” SA (skrócona nazwa: Grupa Azoty „Puławy”) – polska grupa chemiczna z siedzibą w Puławach, specjalizująca się w wielkotonażowej produkcji nawozów azotowych, jeden z największych na świecie producentów melaminy.
- Grupa Azoty Zakłady Chemiczne „Police” SA (skrócona nazwa: Grupa Azoty „Police”, dawniej: Zakłady Chemiczne „Police”)
- Grupa Azoty Zakłady Azotowe Kędzierzyn SA (skrócona nazwa: Grupa Azoty ZAK SA, dawniej: ZAK SA)
- Grupa Azoty Polyolefins SA – spółka powołana w celu wybudowania w Policach kompleksu chemicznego produkującego propylen i polipropylen
- Compo Expert GmbH(inne języki) – producent nawozów specjalistycznych
- Grupa Azoty ATT Polymers GmbH – producent poliamidu 6 (PA6).
- Grupa Azoty Kopalnie i Zakłady Chemiczne Siarki „Siarkopol” SA (skrócona nazwa: Grupa Azoty „Siarkopol”, dawniej: KiZCHS Siarkopol SA w Grzybowie)
- Grupa Azoty Koltar Sp. z o.o. (skrócona nazwa: Grupa Azoty Koltar) – wykonywanie licencjonowanych przewozów towarów, wynajem taboru kolejowego, remonty i utrzymanie nawierzchni torowej.
- Grupa Azoty Polskie Konsorcjum Chemiczne Sp. z o.o. (skrócona nazwa: Grupa Azoty PKCh)
- Grupa Azoty Jednostka Ratownictwa Chemicznego Sp. z o.o. (skrócona nazwa: Grupa Azoty JRCh) – wykonuje usługi w zakresie ratownictwa chemicznego.
- Grupa Azoty Automatyka Sp. z o.o. (skrócona nazwa: Grupa Azoty Automatyka ) – główna dziedzina działalności to automatyka przemysłowa.
- Grupa Azoty Prorem Sp. z o.o. (skrócona nazwa: Grupa Azoty Prorem) – instalacje technologiczne dla przemysłu chemicznego energetycznego, spożywczego i innych.

## Konsolidacja spółekwielkiej syntezy chemicznej
W 2010 roku Zakłady Azotowe w Tarnowie-Mościcach nabyły większościowy pakiet (52,5%) akcji Zakładów Azotowych Kędzierzyn. Nabycie kolejnych 41% akcji miało miejsce w 2011 r. i pozwoliło na rozpoczęcie procesu konsolidacji obu przedsiębiorstw. W sierpniu 2011 r. spółka nabyła także 66% akcji Zakładów Chemicznych Police.
W 2012 roku Zakłady Azotowe w Tarnowie podpisały umowę konsolidacyjną z Zakładami Azotowymi w Puławach, której efektem było powstanie Grupy Azoty. Spółka zmieniła nazwę w kwietniu 2013.
Ogólne przychody grupy kapitałowej w roku 2012 wyniosły blisko 7200 mln złotych, przychody ze sprzedaży wyniosły blisko 7100 mln złotych.

## Prezesi
- Jerzy Marciniak (od 2008[9] do 6 maja 2013)
- Paweł Jarczewski (od 6 maja 2013 do 20 lutego 2016)
- Mariusz Bober (od 20 lutego 2016 do 16 grudnia 2016)
- Wojciech Wardacki (od 16 grudnia 2016 do 22 października 2020)
- Mariusz Grab (od 22 października 2020 do 30 listopada 2020, p.o.)
- Tomasz Hinc (od 1 grudnia 2020 do 19 lutego 2024)
- Krzysztof Kołodziejczyk (od 19 lutego 2024 do 20 marca 2024, p.o.)
- Adam Leszkiewicz (od 20 marca 2024 do 9 maja 2025)[10][11][1]
- Andrzej Skolmowski (od 11 czewca 2025; od 14 maja 2025 jako p.o.)[12][13]

## Produkcja
Według danych z roku 2016 Grupa Azoty jest drugim pod względem wielkości producentem nawozów mineralnych oraz trzecim – nawozów wieloskładnikowych w Unii Europejskiej. Ma też znaczącą pozycję na rynku tworzyw konstrukcyjnych, alkoholi oxo i plastyfikatorów. Produkcja prowadzona jest w zakładach w Tarnowie, Puławach, Kędzierzynie-Koźlu, Policach, Gdańsku, Grzybowie, Chorzowie i Guben.

## Inwestycje
W latach 2014–2020 koncern planował inwestycje w zakresie: produkcji amoniaku, granulacji mechanicznej, roztworu saletrzano–mocznikowego, produkcji kwasu fosforowego, poliamidu, oraz plastyfikatorów. Będzie to 68 projektów inwestycyjnych o wartości 7 mld zł:
- Inwestycje w zakładach w Tarnowie: nowa wytwórnia tworzywa sztucznego poliamid 6, o mocy produkcyjnej 80 tysięcy ton rocznie (w efekcie Grupa Azoty stanie się drugim producentem tego tworzywa w Europie[19]); nowa instalacja granulacji nawozów sztucznych o wartości 140 mln zł; modernizacja instalacji c-nonu z fenolu, rozbudowa instalacji przetwórstwa poliamidów oraz wprowadzenie na rynek nowej generacji katalizatora żelazowo-chromowego[20].
- Inwestycje w zakładach Grupy Azoty „Police” w Policach: powołana została spółka celowa Grupa Azoty Polyolefins SA (wcześniej PDH Polska SA) do budowy kompleksu chemicznego produkującego propylen i polipropylen. Koszt inwestycji szacuje się na ok. 1,5 mld euro[21] – będzie to najnowocześniejsza i największa instalacja tego typu w Europie obejmująca m.in. rozbudowę polickiego portu o terminal chemikaliów płynnych, których docelowo ma obsługiwać dostawy LNG. Funduszy dla tej inwestycji dostarcza 15 instytucji finansowych[22].
- Inwestycje w zakładach Grupy Azoty „Puławy” w Puławach: budowa bloku energetycznego o mocy 440 Mwe, nowa instalacja granulacji nawozów, a także modernizacja starej oraz budowa nowej linii kwasu azotowego[23].
- Inwestycje w zakładach Grupy Azoty ZAK w Kędzierzynie-Koźlu[24]: budowa nowej elektrociepłowni, produkującej 25 MW energii elektrycznej oraz 140 Mg/h megawatów energii termicznej[25]; instalacja do produkcji RSM[26].
- Podpisanie, 6 września 2018 r., warunkowej umowy nabycia 100% udziałów w niemieckiej spółce Goat TopCo GmbH kontrolującej grupę Compo Expert(inne języki), za nie więcej niż 235 mln €. Firma działa w obszarze nawozów specjalistycznych[27].